# Vorhandwendung
Die Vorhandwendung ist eine Lektion aus der Grundausbildung beim Dressurreiten; dabei wird das Pferd um einen Punkt nahe am inneren Vorderfuß gewendet.
Das Pferd wird dabei im Halten nach außen, in die Richtung der Wendung, gestellt (also zum Beispiel auf der linken Hand nach rechts) und mit dem etwas zurückgelegten neuen inneren (dem bisher äußeren, im Beispiel rechten) Schenkel wird die Hinterhand Schritt für Schritt zu einer Wendung um die Vorhand angeregt, während der neue äußere (bisher innere, im Beispiel linke) Schenkel die Bewegung kontrolliert (als sog. verwahrende Schenkelhilfe). Zur Bande hin muss dabei ggf. Platz gelassen werden, da Kopf und Hals nach außen gewendet werden (auf dem „zweiten Hufschlag“ halten). Ein Zurücktreten wird hier als der geringere Fehler gegenüber einem Vortreten angesehen (im Gegensatz zur Hinterhandwendung).
Die Lektion gilt als lösende Übung, die zudem Pferd und Reiter die Feinabstimmung der Hilfen erleichtert, besonders bei einer Ausführung betont Schritt für Schritt. 
vgl. auch die Lektionen Hinterhandwendung und Kurzkehrtwendung